# Simplex (telecomunicações)
Uma comunicação é dita simplex quando há um dispositivo emissor e outro dispositivo receptor, sendo que este papel não se inverte no período de transmissão. A transmissão tem sentido unidirecional, não havendo retorno do receptor. Pode-se ter um dispositivo transmissor para vários receptores, e o receptor não tem a possibilidade de sinalizar se os dados foram recebidos. 

## Exemplos
- Transmissões de TV;
- Transmissão de Rádio;
- Comunicação entre duas pessoas por Código Morse (supondo que o receptor não tenha como responder).